# 伦钦
倫欽（藏語：བློན་ཆེན，威利转写：blon chen）是西藏歷史上的一個官職。
倫欽的歷史可以追溯到吐蕃帝國時期。吐蕃的政務九大臣中設置大貢論（藏語：གུང་བློན་ཆེན་པོ，威利转写：gung blon chen po）之職，簡稱倫欽，居於貢論之首，為吐蕃的最高行政官員。大貢論又被翻譯為大論、大相，《新唐書》稱之為論茝。
在吐蕃時期，大貢論掌握政治、法律、外交、軍事等諸多方面的事務，在戰爭中一般擔任統兵的元帥，長年領兵在外征戰。敦煌藏文文獻P.T.1287第二部份列出了吐蕃所有大相的名字。
1908年，十三世達賴喇嘛任命夏扎·班覺多吉、雪康·頓珠彭措、鏘清·阿旺欽若班桑三人為倫欽。「倫欽」這一職務位於達賴喇嘛之下、噶倫之上，相當於攝政。
今日之不丹首相在宗卡语里亦使用该词称呼。